# Darkest Hours
Darkest Hours es un EP de la banda de power metal Stratovarius, publicado el 26 de noviembre de 2010 por la discográfica Edel Music (Finlandia) y el 24 de noviembre de 2010 por Victor Entertainment (de Japón para el resto del mundo). Contiene dos canciones de su decimotercero álbum de estudio, Elysium,  una demo de la canción que da el título al EP, y versiones en directo de varias canciones de la banda interpretadas durante la gira realizada para promocionar su anterior álbum, Polaris.

## Listado de canciones
1. «Darkest Hours» - 4:12
2. «Infernal Maze» - 5:34
3. «Darkest Hours» (versión demo) - 4:35
4. «Against the Wind» (en vivo) - 4:02
5. «Black Diamond» (en vivo) - 7:30

## Integrantes participantes
- Timo Kotipelto – cantante
- Matias Kupiainen – guitarra eléctrica
- Jens Johansson – teclado
- Jörg Michael – batería
- Lauri Porra – líneas de bajo

## Posiciones
| Listas (2010) | Posición |
| ------------- | -------- |
| Finlandia     | 4        |

## Historial de lanzamiento
| Región                   | Fecha                   | Discográfica |
| ------------------------ | ----------------------- | ------------ |
| Finlandia                | 24 de noviembre de 2010 | Edel         |
| Japón, y resto del mundo | 26 de noviembre de 2010 | Victor       |